# Crossopalpus cruciatus
Crossopalpus cruciatus är en tvåvingeart som beskrevs av Nikolai Vasilevich Kovalev 1979. Crossopalpus cruciatus ingår i släktet Crossopalpus och familjen puckeldansflugor.
Artens utbredningsområde är Mongoliet. Inga underarter finns listade i Catalogue of Life.